# Ernst Schneider (Richter)
Ernst Schneider (* 10. Juli 1941 in Brüx, Sudetenland; † 3. Januar 2003) war von 1992 bis zu seinem Tod Richter am Bundesgerichtshof.

## Leben
Schneider wuchs nach dem Kriege in München auf, wo er an der Ludwig-Maximilians-Universität studierte. Nach Abschluss seiner juristischen Ausbildung trat er 1971 in den bayerischen Justizdienst ein, wo er in verschiedenen Verwendungen als Richter, unter anderem am Landgericht München I, und Staatsanwalt, unterbrochen durch mehrere Abordnungen an das Bayerische Justizministerium, tätig war.
1975 wechselte Schneider als Oberregierungsrat an das Ministerium, wo er bis 1988, unterbrochen nur durch eine kurze Tätigkeit als Richter am Oberlandesgericht München, zuletzt als Ministerialrat tätig war.
Im Jahre 1988 wurde Schneider zum Richter am Bayerischen Obersten Landesgericht ernannt. 1992 wurde er an den Bundesgerichtshof berufen. Während seiner Tätigkeit dort gehörte Schneider dem V. Zivilsenat des Bundesgerichtshofes an.